# Дорнешть (Нямц)
Дорнешть, Дорнешті (рум. Dornești) — село у повіті Нямц в Румунії. Входить до складу комуни Костіша.
Село розташоване на відстані 264 км на північ від Бухареста, 27 км на південний схід від П'ятра-Нямца, 81 км на південний захід від Ясс, 148 км на північний схід від Брашова.

## Населення
За даними перепису населення 2002 року у селі проживали 311 осіб, усі — румуни. Усі жителі села рідною мовою назвали румунську.